# Wahlen zum Senat der Vereinigten Staaten 1870 und 1871
Die Wahlen zum Senat der Vereinigten Staaten 1870 und 1871 zum 42. Kongress der Vereinigten Staaten fanden zu verschiedenen Zeitpunkten statt. Es waren die Halbzeitwahlen (engl. midterm election) in der Mitte von Ulysses S. Grants erster Amtszeit. Vor der Verabschiedung des 17. Zusatzartikels wurden die Senatoren nicht direkt gewählt, sondern von den Parlamenten der Bundesstaaten bestimmt.
Zur Wahl standen 25 Senatssitze der Klasse II, deren Inhaber 1864 und 1865 für eine Amtszeit von sechs Jahren gewählt worden oder später nachgerückt waren. Zusätzlich fanden für sieben dieser Sitze sowie fünf der anderen beiden Klassen Nachwahlen statt, dabei waren die jeweils zwei Sitze von Georgia, Mississippi, Texas und Virginia, die im Zuge der Reconstruction wieder in die Union aufgenommen wurden. Drei dieser Sitze gewannen die Demokraten, neun gewannen oder hielten die Republikaner.
Von den 25 regulär zur Wahl stehenden Sitzen waren vier von Demokraten und 21 von Republikanern besetzt. Sechs republikanische Amtsinhaber wurden wiedergewählt, zwei weitere Sitze konnten die Demokraten halten, zehn die Republikaner. Die Republikaner verloren vier Sitze an die Demokraten, einen Sitz verloren die Republikaner, zwei die Demokraten, weil die Parlamente von North Carolina, Georgia und Virginia keine Senatoren gewählt hatten. Ein weiterer Sitz bleib vakant, weil der Republikaner James L. Alcorn seinen Sitz erst nach Ende seiner Amtszeit als Gouverneur einnahm. Damit verringerte sich die Mehrheit der Republikaner, die am Ende des 41. Kongresses bei 62 gegen zwölf Demokraten gelegen hatte, auf 56 Republikaner und 14 Demokraten.
Zu Veränderungen nach der Wahl siehe auch Liste der Mitglieder des Senats im 42. Kongress der Vereinigten Staaten.

## Ergebnisse

### Wahlen während des 41. Kongresses
Die Gewinner dieser Wahlen wurden vor dem 4. März 1871 in den Senat aufgenommen, also während des 41. Kongresses.
| Staat       | Amtierender Senator       | Partei       | Nachwahl   | Datum         | Ergebnis                   | Neuer Senator      |
| ----------- | ------------------------- | ------------ | ---------- | ------------- | -------------------------- | ------------------ |
| Georgia     | vakant                    | vakant       | Klasse II  | 24. Feb. 1871 | Zugewinn Demokraten        | Homer V. M. Miller |
| Georgia     | vakant                    | vakant       | Klasse III | 1. Feb. 1871  | Zugewinn Republikaner      | Joshua Hill        |
| Iowa        | James W. Grimes           | Republikaner | Klasse II  | 18. Jan. 1870 | von Republikanern gehalten | James B. Howell    |
| Maine       | Lot M. Morrill, ernannt   | Republikaner | Klasse II  | 19. Jan. 1870 | bestätigt                  | Lot M. Morrill     |
| Minnesota   | William Windom, ernannt   | Republikaner | Klasse II  | 22. Jan. 1871 | von Republikanern gehalten | Ozora P. Stearns   |
| Mississippi | vakant                    | vakant       | Klasse I   | 23. Feb. 1870 | Zugewinn Republikaner      | Adelbert Ames      |
| Mississippi | vakant                    | vakant       | Klasse II  | 23. Feb. 1870 | Zugewinn Republikaner      | Hiram R. Revels    |
| Missouri    | Daniel T. Jewett, ernannt | Republikaner | Klasse III | 20. Jan. 1871 | Zugewinn Demokraten        | Francis P. Blair   |
| Texas       | vakant                    | vakant       | Klasse I   | 30. März 1870 | Zugewinn Republikaner      | James W. Flanagan  |
| Texas       | vakant                    | vakant       | Klasse II  | 22. Feb. 1870 | Zugewinn Republikaner      | Morgan C. Hamilton |
| Virginia    | vakant                    | vakant       | Klasse I   | 26. Jan. 1870 | Zugewinn Republikaner      | John F. Lewis      |
| Virginia    | vakant                    | vakant       | Klasse II  | 26. Jan. 1870 | Zugewinn Demokraten        | John W. Johnston   |

- ernannt: Senator wurde vom Gouverneur als Ersatz für einen ausgeschiedenen Senator ernannt, Nachwahl nötig.
- bestätigt: ein als Ersatz für einen ausgeschiedenen Senator ernannter Amtsinhaber wurde bestätigt.

### Wahlen zum 42. Kongress
Die Gewinner dieser Wahlen wurden am 4. März 1871 in den Senat aufgenommen, also bei Zusammentritt des 42. Kongresses. Alle Sitze dieser Senatoren gehören zur Klasse II.
| Staat          | Amtierender Senator  | Partei       | Datum          | Ergebnis                   | Neuer Senator              |        |
| -------------- | -------------------- | ------------ | -------------- | -------------------------- | -------------------------- | ------ |
| Alabama        | Willard Warner       | Republikaner | 1870           | Zugewinn Demokraten        | George Goldthwaite         |        |
| Arkansas       | Alexander McDonald   | Republikaner | 1870           | von Republikanern gehalten | Powell Clayton             |        |
| Delaware       | Willard Saulsbury    | Demokrat     | 1870           | von Demokraten gehalten    | Eli M. Saulsbury           |        |
| Georgia        | Homer V. M. Miller   | Demokrat     | 1870 oder 1871 | Verlust Demokraten         | vakant                     | vakant |
| Illinois       | Richard Yates        | Republikaner | 1870 oder 1871 | von Republikanern gehalten | John A. Logan              |        |
| Iowa           | James B. Howell      | Republikaner | 18. Jan. 1870  | von Republikanern gehalten | George G. Wright           |        |
| Kansas         | Edmund G. Ross       | Republikaner | 1871           | von Republikanern gehalten | Alexander Caldwell         |        |
| Kentucky       | Thomas C. McCreery   | Demokrat     | 1871           | von Demokraten gehalten    | John W. Stevenson          |        |
| Louisiana      | John S. Harris       | Republikaner | 1870 oder 1871 | von Republikanern gehalten | Joseph R. West             |        |
| Maine          | Lot M. Morrill       | Republikaner | 1870 oder 1871 | wiedergewählt              | Lot M. Morrill             |        |
| Massachusetts  | Henry Wilson         | Republikaner | 1871           | wiedergewählt              | Henry Wilson               |        |
| Michigan       | Jacob M. Howard      | Republikaner | 18. Jan. 1871  | von Republikanern gehalten | Thomas W. Ferry            |        |
| Minnesota      | Ozora P. Stearns     | Republikaner | Jan. 1871      | von Republikanern gehalten | William Windom             |        |
| Mississippi    | Hiram R. Revels      | Republikaner | 18. Jan. 1870  | von Republikanern gehalten | James L. Alcorn            |        |
| Nebraska       | John M. Thayer       | Republikaner | 1870           | von Republikanern gehalten | Phineas W. Hitchcock       |        |
| New Hampshire  | Aaron H. Cragin      | Republikaner | 1870           | wiedergewählt              | Aaron H. Cragin            |        |
| New Jersey     | Alexander G. Cattell | Republikaner | 1870 oder 1871 | von Republikanern gehalten | Frederick T. Frelinghuysen |        |
| North Carolina | Joseph C. Abbott     | Republikaner | 1870 oder 1871 | Verlust Republikaner       | vakant                     |        |
| Oregon         | George H. Williams   | Republikaner | 1870           | Zugewinn Demokraten        | James K. Kelly             |        |
| Rhode Island   | Henry B. Anthony     | Republikaner | 1870           | wiedergewählt              | Henry B. Anthony           |        |
| South Carolina | Thomas J. Robertson  | Republikaner | 1870           | wiedergewählt              | Thomas J. Robertson        |        |
| Tennessee      | Joseph S. Fowler     | Republikaner | 1870 oder 1871 | Zugewinn Demokraten        | Henry Cooper               |        |
| Texas          | Morgan C. Hamilton   | Republikaner | 1870           | wiedergewählt              | Morgan C. Hamilton         |        |
| Virginia       | John W. Johnston     | Demokrat     | 1860           | Verlust Demokraten         | vakant                     |        |
| West Virginia  | Waitman T. Willey    | Republikaner | 1871           | Zugewinn Demokraten        | Henry G. Davis             |        |

- wiedergewählt: ein gewählter Amtsinhaber wurde wiedergewählt.

### Wahlen während des 42. Kongresses
Die Gewinner dieser Wahlen wurden nach dem 4. März 1871 in den Senat aufgenommen, also während des 42. Kongresses.
| Staat    | Amtierender Senator | Partei | Nachwahl   | Datum         | Ergebnis            | Neuer Senator     |
| -------- | ------------------- | ------ | ---------- | ------------- | ------------------- | ----------------- |
| Georgia  | vakant              | vakant | Klasse III | 14. Nov. 1871 | Zugewinn Demokraten | Thomas M. Norwood |
| Virginia | vakant              | vakant | Klasse III | 15. März 1871 | Zugewinn Demokraten | John W. Johnston  |

## Einzelstaaten
In allen Staaten wurden die Senatoren durch die Parlamente gewählt, wie durch die Verfassung der Vereinigten Staaten vor der Verabschiedung des 17. Zusatzartikels vorgesehen. Das Wahlverfahren bestimmten die Staaten selbst, es war daher von Staat zu Staat unterschiedlich. Teilweise ergibt sich aus den Quellen nur, wer gewählt wurde, aber nicht wie.
Das Third Party System der Parteien in den Vereinigten Staaten bestand aus der Demokratischen Partei, die hauptsächlich in den Südstaaten stark war, sowie der gemäßigt abolitionistischen, im Norden verankerten Republikanischen Partei.